# Heinrich Bayer
Pour les articles homonymes, voir Bayer.
Heinrich Bayer (en allemand : /ˈhaɪ̯n.ʁɪç ˈbaɪ̯.ɐ/ ; né le 30 septembre 1909 à Uchtelfangen, mort le 15 mai 1944 à la prison de Brandebourg) est un résistant allemand au nazisme. Il est exécuté pour objection de conscience.

## Biographie
Bayer grandit à Uchtelfangen. À partir de 1926, il travaillé comme mineur dans la fosse Göttelborn. Bayer est élevé dans la religion catholique, mais est au début des années 1940 chez son oncle en contact avec les Étudiants de la Bible. À Uchtelfangen, il assiste à des réunions illégales d'étudiants de la Bible et, au mécontentement de sa femme, intègre les Témoins de Jéhovah. Le 15 juillet 1940, il est enrôlé dans la Wehrmacht et posté à Pirna. Il refuse à plusieurs reprises le service militaire. Dans l'intervalle, son épouse dénonce le groupe d'étudiants de la Bible d'Uchtelfangen, qui sont tous condamnés à deux à trois ans de maison de correction.
Le 21 novembre 1940, Bayer est condamné à mort pour désintégration de la force militaire. Sous l'influence de sa femme, il s'éloigne de sa foi et est gracié. Sa peine est fixée à deux ans de prison, elle est suspendue en raison de la Seconde Guerre mondiale jusqu'à la fin de la guerre. En tant que soldat, il prend part à la campagne des Balkans et à l'opération Barbarossa. Après l'entrée du Japon dans la guerre, Bayer fait des commentaires irrespectueux sur la Kriegsschuldfrage et déclare qu'il n'avait pas élu Adolf Hitler. Il déserte mais est arrêté dix jours plus tard. Il est condamné à un an et demi de prison qu'il purge jusqu'au 6 décembre 1942 à la prison de la Wehrmacht de Torgau.
En raison d'une maladie rénale chronique, il devient invalide mais doit travailler dans plusieurs usines d'armement. Dans son dernier emploi dans une entreprise énergétique à Oberleutendorf, il refuse publiquement d'obéir et avoue être des Étudiants de la Bible. Lorsqu'on le trouve en train de dormir pendant un quart de nuit, il déclare qu'il n'avait pas voulu la guerre et qu'il ne souhaitait ni ne voulait porter d'armes. Par la suite, il est dénoncé et arrêté le 17 décembre 1943. Le 23 mars 1944, la cour martiale de la Wehrmacht Kommandantur de Berlin le condamne à mort. Une grâce est rejetée le 21 avril 1944 par le Generaloberst Friedrich Fromm. La peine est exécutée le 15 mai 1944 dans la prison de Brandebourg. Il est l'un des 253 Étudiants de la Bible exécutés par les nazis.